# Ducor (Kalifornija)
Ducor je naseljeno područje za statističke svrhe u američkoj saveznoj državi Kalifornija. Prema popisu stanovništva iz 2010. u njemu je živjelo 612 stanovnika.